# Zippar
Zippar（ジッパー）は、Zip Infrastructure株式会社（以下、Zip社）が開発を進める新交通システムである。2025年の運行開始を目指している。

## 概要
2018年に慶応義塾大学理工学部の須知高匡（現 Zip社社長）により開発中の新交通システムである。日本の法令上の認可を受けるにあたっては、既存のロープウェイに適用される索道事業ではなく、軌道や新交通システムを目標としており、実験線においては鉄骨等による剛体構造物上の走行が中心でロープ上の走行はごくわずかである。そのため、同社は「都市型自走式ロープウェイ」と呼称しているものの、鉄道事業法における索道のロープウェイではない。
神奈川県秦野市にあるZip社の本社敷地内に設けられた実験線には、三菱・i-MiEVの駆動部を転用した12人乗りの搬器が導入されている。市街地の道路上への敷設が想定され、1キロメートルあたりの建設費は15億円、駅の建設費は空中に設置する場合は5億円、地上部では1億円が見込まれている。無人運転であり、バス運転手の人手不足対策ともなる。
Zip社は実用化に向けて、日揮や長大、ヤシマキザイ、高見沢サイバネティックスと提携を結んでいる。2024年に福島県南相馬市の「福島ロボットテストフィールド」に大規模な実験線が建設される予定で、将来的に秦野市内にて本格導入へ向けた検討がなされている。新潟県新潟市や北海道石狩市なども導入を検討しており、ネパールのポカラ市とは実用化に向けた協定を締結している。

## 建設構想・導入検討がある地域

### 日本
- 北海道石狩市（石狩湾新港 - 市中心部 - 手稲・麻生・栄町） - 石狩モノレールの代替構想として、2023年度からZipparが検討候補に上がっている。函館本線手稲駅を結ぶ「手稲ルート」、南北線麻生駅を結ぶ「麻生ルート」、東豊線栄町駅および札幌飛行場（丘珠空港）を結ぶ「栄町ルート」の3ルートが候補となっている[8][9][10][11]。
- 宮城県富谷市（泉中央駅 - 明石台） - 2024年11月の第3回市地域公共交通活性化協議会において、地下鉄やBRTとともに導入を検討するとした[12][13][14][15]。
- 東京都台東区（恩賜上野動物園） - 東京都交通局上野懸垂線の後継としてZipparが検討候補に上がっていた。しかし、泉陽興業の開発する公共交通システムのエコライドが採用されることが、2024年3月29日に建設局より公表された。[16][17][18][19][20]。
- 神奈川県秦野市（秦野市保健福祉センター - 秦野駅 - 秦野赤十字病院、秦野戸川公園 - 渋沢駅） - 2021年6月29日付で「次世代交通システムの開発及びまちづくりへの活用に関する連携協定」を締結し、Zip社側も荒川区から秦野市に本社を移転して導入調査を行ったものの「建設費用は安く抑えられるが、設備の費用対効果が低く、採算性が見込めない」とされ、導入は見送られた[6][17][21][15]。
- 新潟県新潟市中央区（万代島）[18][22]
- 長野県飯田市（飯田駅 - 長野県駅 - 元善光寺駅） -  2022年9月13日開催の飯田市リニア推進特別委員会において、中央新幹線と飯田線の将来のアクセス手段として、パーソナルモビリティや自動運転車、空飛ぶクルマ、デュアル・モード・ビークルなどと共に導入の比較検討をしている[23]。
- 福岡県福岡市[24][25]
- 長崎県佐世保市（ハウステンボス）[17]
- 沖縄県豊見城市（赤嶺駅－瀬長島－豊崎）[26][27]
- 沖縄県うるま市[18][19][28]

### ネパール
- ガンダキ州ポカラ[7]

### マレーシア
- ペナン州ペナン島[29]

### フィリピン
- バギオ[30]